# Мнимая единица

Число на комплексной плоскости. Вещественные числа лежат на горизонтальной оси, чисто мнимые — на вертикальной.

Мни́мая едини́ца — комплексное число, квадрат которого равен {\displaystyle -1}. В математике и физике мнимая единица обозначается латинской буквой {\displaystyle i}, в электротехнике — буквой {\displaystyle j}.
Введение мнимой единицы позволяет расширить поле вещественных чисел до поля комплексных чисел. Одной из причин введения мнимой единицы является то, что не каждое полиномиальное уравнение {\displaystyle f(x)=0} с вещественными коэффициентами имеет решения в поле вещественных чисел. Так, уравнение {\displaystyle x^{2}+1=0} не имеет вещественных корней. Однако оказывается, что любое полиномиальное уравнение с комплексными коэффициентами имеет комплексное решение — об этом говорит основная теорема алгебры. Существуют и другие области, в которых комплексные числа приносят большую пользу.
Исторически мнимая единица сначала была введена для решения вещественного кубического уравнения: при наличии трёх вещественных корней для получения двух из них формула Кардано требовала извлечения квадратных корней из отрицательных чисел.
Вплоть до конца XIX века наряду с символом {\displaystyle i} использовалось обозначение {\displaystyle {\sqrt {-1}},} однако современные источники предписывают во избежание ошибок под знаком радикала помещать только неотрицательные выражения. Более того, помимо мнимой единицы, существует ещё одно комплексное число, квадрат которого равен {\displaystyle -1,} — число {\displaystyle -i,} в паре с которым мнимая единица составляет следующие свойства:
- числа i и −i являются одновременно противоположными и обратными: последнее верно потому, что произведение этих чисел равно 1;
- i и −i комплексно сопряжены, так что их сумма (ноль) и произведение (единица) вещественны одновременно (свойства сопряжённых чисел).

Термин «мнимая единица» может употребляться не только для комплексных чисел, но и для их обобщений.

## Степени мнимой единицы
Степени {\displaystyle i} повторяются в цикле:
{\displaystyle \ldots }
{\displaystyle i^{-3}=i}
{\displaystyle i^{-2}=-1}
{\displaystyle i^{-1}=-i}
{\displaystyle i^{0}=1}
{\displaystyle i^{1}=i}
{\displaystyle i^{2}=-1}
{\displaystyle i^{3}=-i}
{\displaystyle i^{4}=1}
{\displaystyle \ldots }
что может быть записано для любой степени в виде:
{\displaystyle i^{4n}=1}
{\displaystyle i^{4n+1}=i}
{\displaystyle i^{4n+2}=-1}
{\displaystyle i^{4n+3}=-i}
где n — любое целое число.
Отсюда: {\displaystyle i^{n}=i^{n{\bmod {4}}}}, где mod 4 — это остаток от деления на 4.
Возведение в комплексную степень является многозначной функцией. Например, таковой является величина {\displaystyle i^{i}}, которая представляет бесконечное множество вещественных чисел ({\displaystyle i^{i}\subset \mathbb {R} }):
{\displaystyle i^{i}=e^{-\left({\frac {\pi }{2}}+2\pi k\right)},} где {\displaystyle k\in \mathbb {Z} .}
При {\displaystyle k=0} получаем число {\displaystyle e^{-{\frac {\pi }{2}}}=0{,}20787957635...,} соответствующее главному значению аргумента (или главному значению комплексного натурального логарифма) мнимой единицы.
- Представим основание в виде комплексной экспоненты (в этом случае её показателем будет комплексный логарифм):

{\displaystyle z=i^{i}=\left(e^{\operatorname {Ln} i}\right)^{i}=\left(e^{\ln |i|+i\operatorname {Arg} i}\right)^{i}}
Альтернативным путём является представление основания в показательной форме:
{\displaystyle z=i^{i}=\left(|i|e^{i\operatorname {Arg} i}\right)^{i}}
Нетрудно убедиться, что оба полученных выражения тождественно равны.
Найдем модуль и аргумент числа {\displaystyle i}:
{\displaystyle i=0+1i=x+yi\quad \Rightarrow \quad x=0,y=1}
{\displaystyle |i|={\sqrt {x^{2}+y^{2}}}={\sqrt {0^{2}+1^{2}}}=1}
{\displaystyle \operatorname {Arg} i=\varphi +2\pi k}, где {\displaystyle k\in \mathbb {Z} }
{\displaystyle \varphi =\lim _{x\to +0}\left(\operatorname {arctg} {\frac {y}{x}}\right)=\lim _{x\to +0}\left(\operatorname {arctg} {\frac {1}{x}}\right)=\left[{\color {white}\vdots }\operatorname {arctg} (+\infty ){\color {white}\vdots }\right]={\frac {\pi }{2}}}
{\displaystyle \operatorname {Arg} i={\frac {\pi }{2}}+2\pi k}
Подставим полученные значения для модуля и аргумента в выражение для {\displaystyle z}:
{\displaystyle z=\left(e^{\ln 1+i\left({\frac {\pi }{2}}+2\pi k\right)}\right)^{i}=\left(e^{i\left({\frac {\pi }{2}}+2\pi k\right)}\right)^{i}=e^{i^{2}\left({\frac {\pi }{2}}+2\pi k\right)}=e^{-\left({\frac {\pi }{2}}+2\pi k\right)}}
Таким образом, получаем:
{\displaystyle i^{i}=e^{-\left({\frac {\pi }{2}}+2\pi k\right)}}, где {\displaystyle k\in \mathbb {Z} } ∎
И очевидно, что:
{\displaystyle i^{i}\subset \mathbb {R} }
- Теперь докажем, что число {\displaystyle e^{-{\frac {\pi }{2}}}} является частным значением {\displaystyle i^{i}}, которое соответствует главному значению аргумента (или главному значению комплексного натурального логарифма) мнимой единицы.

Ранее было найдено главное значение аргумента мнимой единицы (т.е. такое, что попадает в промежуток {\displaystyle (-\pi ,\pi ]}):
{\displaystyle \varphi ={\frac {\pi }{2}}\in (-\pi ,\pi ]}
Подставляя его вместо {\displaystyle \operatorname {Arg} i} в выражение для {\displaystyle z}, получим искомое частное значение:
{\displaystyle e^{-\varphi }=e^{-{\frac {\pi }{2}}}=0{,}20787957635\ldots } ∎
Также верно, что {\displaystyle (-i)^{(-i)}=i^{i}}.

## Факториал
Факториал мнимой единицы i можно определить как значение гамма-функции от аргумента 1 + i:
{\displaystyle i!=\Gamma (1+i)\approx 0.4980-0.1549i.}
Также
{\displaystyle |i!|={\sqrt {\pi  \over \sinh(\pi )}}\approx 0.521564...,}
потому что |i!|2 = i! i! = i! (i)! = Γ(1 + i) Γ(1 − i), что по рекуррентному соотношению гамма-функции можно переписать как i Γ(i) Γ(1 − i), а затем по формуле дополнения Эйлера — как iπ/sin πi = π/sinh π.

## Корни из мнимой единицы

Корни квадратные из мнимой единицы

Корни кубические из мнимой единицы (вершины треугольника)

В поле комплексных чисел корень n-й степени имеет n значений. На комплексной плоскости корни из мнимой единицы находятся в вершинах правильного n-угольника, вписанного в окружность с единичным радиусом.
{\displaystyle u_{k}=\cos {\frac {{\frac {\pi }{2}}+2\pi k}{n}}+i\ \sin {\frac {{\frac {\pi }{2}}+2\pi k}{n}},\quad k=0,1,...,n-1}
В частности, {\displaystyle \{{\sqrt {i}}\}=\left\{{\frac {1+i}{\sqrt {2}}};~{\frac {-1-i}{\sqrt {2}}}\right\}} и {\displaystyle \{{\sqrt[{3}]{i}}\}=\left\{-i;~{\frac {i+{\sqrt {3}}}{2}};~{\frac {i-{\sqrt {3}}}{2}}\right\}.}
Также корни из мнимой единицы могут быть представлены в показательном виде:
{\displaystyle u_{k}=e^{\frac {({\frac {\pi }{2}}+2\pi k)i}{n}},\quad k=0,1,...,n-1.}

## Иные мнимые единицы
В конструкции удвоения по Кэли — Диксону или в рамках алгебры по Клиффорду «мнимых единиц расширения» может быть несколько. Но в этом случае могут возникать делители нуля и иные свойства, отличные от свойств комплексного «i».
Например, в теле кватернионов три антикоммутативных мнимых единицы, а также имеется бесконечно много решений уравнения {\displaystyle x^{2}=-1}.

## К вопросу об интерпретации и названии
Гаусс утверждал также, что если бы величины 1, −1 и √−1 назывались соответственно не положительной, отрицательной и мнимой единицей, а прямой, обратной и побочной, то у людей не создавалось бы впечатления, что с этими числами связана какая-то мрачная тайна. По словам Гаусса, геометрическое представление дает истинную метафизику мнимых чисел в новом свете. Именно Гаусс ввёл термин «комплексные числа» (в противоположность «мнимым числам» Декарта) и использовал для обозначения √−1 символ i.Морис Клайн, «Математика. Утрата определённости». Глава VII. Нелогичное развитие: серьёзные трудности на пороге XIX в.

## Обозначения
Обычное обозначение — {\displaystyle i}, но в электро- и радиотехнике мнимую единицу принято обозначать {\displaystyle j}, чтобы не путать с обозначением мгновенной силы тока: {\displaystyle i=i(t)}.
В языке программирования Python мнимая единица записывается как 1j.
В языке программирования Wolfram Language мнимая единица записывается как 𝕚.

## См.также
- Дуальные числа и двойные числа
- Комплексный анализ
- Кватернион
- Гиперкомплексное число